# 2148 Epeios
2148 Epeios eller 1976 UW är en trojansk asteroid i Jupiters lagrangepunkt L4. Den upptäcktes 24 oktober 1976 av den danske astronomen Richard West vid La Silla-observatoriet. Den är uppkallad efter Epeius i den grekiska mytologin.
Asteroiden har en diameter på ungefär 37 kilometer.